# Zornića kuća
Zornića kuća je etno domaćinstvo sa restoranom, konacima i kampom, nalazi se u selu Baćevac kod Barajeva i prostire se na tri hektara šumadijskog krajolika, okruženo hrastovom, cerovom i bagremovom šumom, na putu između Kosmaja i Lipovačke šume.

## Etno kuća
Etno kuća se sastoji od restorana koji se nalazi u sto godina staroj zgradi. Nekoliko prostranih bašti za sedenje ispred i iza kuće ili u šumi, i pokrivenoj drvenoj bašti su tematski uredjene sa akcentom na prošla vremena. Njih najbolje oslikavaju stari ćilimi rasprostrti po livadama oko restorana na kojima gosti rado leškare posle ručka i ispijaju svoje piće. Istovremeno, gosti mogu da osete mirise starih jela, koja se spremaju u njihovoj neposrednoj blizini, u staroj pekari, zemljanim loncima, sačevima...
Želja domaćina je da svojim posetiocima približe način života u starom srpskom domaćinstvu, tako da su specijaliteti koji se nude u restoranu nacionalna i tradicionalna jela, kao što su veliki izbor sireva, ručno mešene pite i domaći ajvar, zatim janija, piletina na barajevski način, carska piletina i izvaredan roštilj s ćevapom kojim se posebno ponose.

## Zornića Konaci
Zornića Konaci su biser u ponudi domaćinstva, uređeni su moderno, čiji izgled podseća na prošla vremena, dok su funkcionalnost i komfor na najvišem nivou. Kao nagradu za to nosioci su četiri zvezdice za kvalitet etno domaćinstva. Svaka soba ima moderno i lepo uređeno kupatilo sa tuš kabinom i svom potrebnom kozmetikom, kablovski program i besplatni bežični internet. Tri dvokrevetne sobe, osam bračnih i jedan apartman urađeni su od prirodnih materijala: drvo, kamen, cigla. Boje su prirodne, a nameštaj je od punog drveta.
U sastavu konaka nalazi se i recepcija-kafe, bašta, moderno opremljena konferencijska sala za 25 osoba.

## Kamp
U okviru Zornica kuće već četiri godine radi kamp sa dvadesetak parking parcela. Tuševi, priključci za struju i vodu, uredni toaleti, hemijski toalet, vatrište, pranje veša, sve je to na raspolaganju gostima.
Ono što je posebno interesantno za porodice jeste činjenica da Zornići često organizuju neke aktivnosti. Lutkarske predstave, klovnove i pantomimičare za decu, sađenje drveća, koncerti, folklor. U okviru domaćinstva su igraonice na otvorenom, mini-zoo vrt, igre u prirodi, odbojka, mini fudbal, škola jahanja… etno wall takmičenje, degustacije rakija i vina.

## Spoljašnje veze
- Zvanična internet prezentacija
- „Zornića kuća”. Turistički vodič. Архивирано из оригинала 24. 12. 2019. г. Приступљено 24. 12. 2019.